# Димерка (зупинний пункт)
Ди́мерка — зупинний пункт Ніжинського напряму Київської дирекції Південно-Західної залізниці на лінії Ніжин — Київ-Пасажирський між зупинними пунктами Квітневий (6 км) та Жердова (5 км). Розташований на околиці селища міського типу Велика Димерка Броварського району Київської області.

## Історія
Зупинний пункт відкрито у 1929 році. Лінію електрифіковано у 1964 році.